# Ambre (auteur)
Pour les articles homonymes, voir Ambre (homonymie).
Ambre, de son vrai nom Laurent Sautet, né le 5 janvier 1971 à Lyon, est un auteur de bande dessinée et illustrateur français.

## Biographie
Après de brèves études à l'École nationale supérieure des beaux-arts de Lyon, Ambre crée l'association Organic Comix et la revue Hard Luck en 1991 (qui paraît en anglais sous le titre Dure Chance).
En 1995, il participe au magazine Jade de 6 Pieds sous terre, qui publie son premier livre, Chutes, l'année suivante. Hormis Jade il participe à de nombreuses autres revues (Rock Hardi, L'horreur est humaine, Stripbuger, L'Obsédante, etc.), puis crée en 1997 les éditions Terre Noire. Il adapte Une trop bruyante solitude de Bohumil Hrabal en 2003 avec Lionel Tran, et le Faust de Goethe en 2006 avec David Vandermeulen. Il devient ensuite bibliothécaire à la BNF. En 2015, une exposition de ses travaux sur la Passion des Anabaptistes a lieu à Belfort. Toujours avec David Vandermeulen, il lance à partir de 2010 la série en trois tomes (plus l'intégrale) La Passion des Anabaptistes.

## Œuvres publiées

### Bandes dessinées
- Hard Luck, auto-édition puis Terre Noire, 11 volumes, 1991-1998
- Tête, Rock Hardi, Chamalières, 1994
- Chute, 6 Pieds sous terre, Montpellier, 1996
- Pique-nique au bord du néant (dessin), avec Lionel Tran (scénario), Terre Noire, Lyon, 1997
- Le Journal d'un loser (dessin), avec Lionel Tran (scénario), 6 Pieds sous terre, Montpellier, 1999[7],[8]. Réédité en 2002
- Publications dans Comix 2000, L'Association, Paris, 1999
- L'Écrivain, Terre Noire et Le Dernier Cri, Lyon et Marseille, 2000
- Trinité, 6 Pieds sous terre, Montpellier, 2000[9]. Reprise du récit publié dans Hard Luck no 6
- Une année sans printemps (dessin d'après des photos de Valérie Berge), avec Lionel Tran (scénario), 6 Pieds sous terre, Montpellier, 2001
- Une trop bruyante solitude[2],[3] (dessin), avec Lionel Tran (adaptation), d'après le roman de l'écrivain tchèque Bohumil Hrabal, 6 Pieds sous terre, Montpellier, 2003. Réédité en 2004
- Faust (dessin), avec David Vandermeulen (adaptation), d'après l'œuvre de Johann Wolfgang von Goethe, 6 Pieds sous terre, Frontignan, 2006.
- Strates, et autres récits : 1992-2001, 6 Pieds sous terre, Frontignan, 2008
- La Passion des Anabaptistes[6], David Vandermeulen (texte), Ambre (dessin), 6 Pieds sous terre, Saint-Jean de Védas

1. Tome 1, Joss Fritz  (ISBN 978-2-35212-063-6), 2010
2. Tome 2, Thomas Münzer[10],[11], 2014
3. Tome 3, Jan Van Leiden, 2017
4. L'Intégrale[12],[13], 2017

### Discographie
Sous le pseudonyme Lo Tek :
- Bloc, H.A.K. lo fi records, 2005
- Participation à la compilation Stereo Story, H.A.K. lo fi records, 2006
- Participation à la compilation Mind Booster, H.A.K. lo fi records, 2006

## Expositions
- janvier 1995 : Les Nouvelles Tendances de la Bande Dessinée francophone - Festival international de la bande dessinée d'Angoulême
- 19 novembre-12 décembre 1999 : Librairie/galerie Ziggourat, Bruxelles
- 25 janvier-25 avril 2000 : Comix 2000, Centre national de la bande dessinée et de l'image, Angoulême
- 15 mai-30 juin 2001 : Bibliothèque municipale, Lyon
- 19 octobre-4 novembre 2001 : Festival d'Amadora, Portugal
- 23 janvier-30 mars 2003 : Une trop bruyante solitude, Centre international de la bande dessinée, Angoulême
- 25 novembre-18 décembre 2004 : Faust, bibliothèque municipale, Lyon
- 11-16 août 2005 : Multicolored feeling: the art of the comic strip (avec Pierre Duba, Xavier Löwenthal et Gradimir Smudja), 9th Séoul International Cartoon & Animation Festival (SICAF), Séoul, République de Corée